# Strojnogłowik białogardły
Strojnogłowik białogardły (Arremon brunneinucha) – gatunek małego ptaka z rodziny pasówek (Passerellidae). Opisany po raz pierwszy w 1839. Występuje w lasach od Meksyku na południe poprzez Amerykę Centralną i Andy do Wenezueli i Peru. Jest gatunkiem najmniejszej troski.

## Systematyka
Gatunek ten po raz pierwszy zgodnie z zasadami nazewnictwa binominalnego opisał Frédéric de Lafresnaye pod nazwą Embernagra brunnei-nucha. Opis ukazał się w 1839 roku w Revue Zoologique, par la Société Cuvierienne. Jako miejsce typowe autor wskazał Meksyk; w 1954 roku Parkes uściślił, że chodziło o Jalapa w stanie Veracruz. Gatunek ten bywał umieszczany w rodzajach Buarremon lub Atlapetes, obecnie zalicza się go do Arremon. Wyróżnia się dziewięć podgatunków:
- A. b. alleni (Parker, 1954)
- A. b. allinornatus (Phelps,WH & Phelps,WH Jr, 1949)
- A. b. apertus (Wetmore, 1942) – strojnogłowik kraterowy[4]
- A. b. brunneinucha (Lafresnaye, 1839) – strojnogłowik białogardły[4]
- A. b. elsae (Parkes, 1954)
- A. b. frontalis Tschudi 1844
- A. b. inornatus (Sclater,PL & Salvin, 1879)
- A. b. macrourus (Parkes, 1954)
- A. b. suttoni (Parkes, 1954).

Proponowano wydzielenie strojnogłowika kraterowego (A. b. apertus) do osobnego gatunku, ale propozycja ta nie przyjęła się. Opisano też podgatunki kuehnerii i nigrilatera, ale zostały one zsynonimizowane z A. b. suttoni.

### Etymologia
- Arremon: gr. αρρημων arrhēmōn, αρρημονος arrhēmonos „cichy, bez mowy”, od negatywnego przedrostka α- a-; ῥημων rhēmōn, ῥημονος rhēmonos „mówca”, od ερω erō „będę mówić”, od λεγω legō „mówić”[10].
- brunneinucha: łac. brunneus – brązowy; łac. nuchus – kark, szyja[11].

## Morfologia
Nieduży ptak ze średniej wielkości, czarnym dziobem. Tęczówki od ciemnobrązowych do czerwonobrązowych. Nogi matowo czarnobrązowe. Podgatunek nominatywny ma szeroką czarną maskę od nasady dzioba i czoła, poprzez okolice oczu, uszy do boku szyi, na której pomiędzy okiem a czołem występuje maleńka biała plamka. Powyżej maski kasztanowa korona przechodząca w słabo zaznaczony żółto-brązowy pasek brwiowy. Głowa kontrastuje z białym podbródkiem, gardłem i podgardlem ograniczonym od dołu wąskim czarnym paskiem piersiowym. Górne części ciała oliwkowozielone, skrzydła i ogon oliwkowe. Brzuch szarawy, boki ciemniejsze. Nie występuje dymorfizm płciowy. Młode osobniki są ciemniej ubarwione. Korona na głowie ciemnobrązowa, górne części ciała ciemnozielonobrązowe, gardło i pierś czarnooliwkowe. Podgatunek A. b. alleni ma czarny pasek piersiowy, ale brak paska brwiowego. A. b. allinornatus ma białą pierś bez opaski piersiowej, krótszy dziób, ale dłuższy ogon i skrzydła. A. b. elsae jest taki jak podgatunek nominatywny, ale z ciemniejszą koroną i krótkim paskiem na czole, a żółto-brązowy pasek brwiowy jest silnie zredukowany lub nie występuje. A. b. frontalis ma nieco dłuższy i grubszy dziób, trzy plamki na czole i zmienny pasek piersiowy. A. b. inornatus ma nieregularne czarne plamy na boku piersi, brak opaski. A. b. macrourus jest podobny do podgatunku nominatywnego, ale jest nieco większy, ma dłuższy ogon i bielszy brzuch. A. b. suttoni ma brązową czapeczkę, która schodzi poniżej karku i ma wyraźniejszy żółty pasek brwiowy. Długość ciała z ogonem 16,3–19,5 cm, masa ciała 32–47 g.

## Zasięg występowania
Strojnogłowik białogardły jest gatunkiem osiadłym. Jego zasięg występowania według szacunków organizacji BirdLife International obejmuje 6,9 mln km². Poszczególne podgatunki zamieszkują:
- A. b. alleni – Honduras, północny Salwador i zachodnią Nikaraguę,
- A. b. allinornatus – pasma górskie Sierra de San Luis (Falcón) i Sierra de Aroa (Yaracuy) w północno-zachodniej Wenezueli
- A. b. apertus – Sierra de los Tuxtlas w Meksyku, w południowo-wschodniej części stanu Veracruz,
- A. b. brunneinucha – wschodni Meksyk od San Luis Potosí i Veracruz na południe do północno-wschodniej części stanu Oaxaca,
- A. b. elsae – Kostarykę oraz zachodnią i środkową Panamę,
- A. b. frontalis – skrajnie wschodnią część Panamy, Kolumbię, zachodnią i północną Wenezuelę (oprócz Falcón i Yaracuy), Ekwador (oprócz zachodnich stoków Andów od południowo-zachodniej części prowincji Chimborazo na południe do północno-zachodniej części prowincji Azua) oraz Peru,
- A. b. inornatus – południowo-środkowy Ekwador od południowo-zachodniej Chimborazo na południe do północno-zachodniej Azua (okolice rzek Chimbo i Chanchán),
- A. b. macrourus – południowy Meksyk i południowo-zachodnią Gwatemalę,
- A. b. suttoni – południowy Meksyk od Guerrero na wschód do środkowej części stanu Oaxaca.

## Ekologia
Głównym habitatem strojnogłowika białogardłego jest podszyt tropikalnych wilgotnych lasów nizinnych i lasów górskich na wysokościach od 400 m n.p.m. do 3500 m n.p.m., w Panamie zazwyczaj powyżej 900 m n.p.m., spotykany jest również w gęstym runie lasów wtórnego wzrostu. W Kostaryce występuje w lasach z epifitami. W Gwatemali w lasach strefy umiarkowanej z dębami i innymi drzewami liściastymi z domieszką sosen.
Informacje o diecie tego gatunku są skąpe. Żeruje głównie na powierzchni gruntu lub w jego pobliżu. Dieta składa się z różnych owadów i nasion. Niekiedy gatunek ten podąża za przemieszczającymi się stadami mrówek koczujących. Występuje zazwyczaj pojedynczo lub w parach. Długość pokolenia jest określana na 3,4 lat.

### Rozmnażanie
Niewiele jest danych o rozmnażaniu tego gatunku. Sezon lęgowy na różnych obszarach występowania trwa w różnych okresach, najwcześniej zaczyna się od połowy maja i trwa najdłużej do sierpnia. Gniazdo w formie otwartej filiżanki, dosyć duże, zbudowane jest z gałązek i suchych liści, wyłożone korzonkami i włosiem. Umieszczane jest nad ziemią, nie wyżej niż 2 m, na krzakach lub gęstych drzewach. W lęgu dwa jaja, czasem tylko jedno, jednolicie białe. Czas inkubacji to 14 dni, jaja wysiadywane są tylko przez samicę. Pisklęta opuszczają gniazdo po 13 dniach od wyklucia.

## Status
W Czerwonej księdze gatunków zagrożonych IUCN strojnogłowik białogardły jest klasyfikowany jako gatunek najmniejszej troski (LC – Least Concern). W 2019 roku organizacja Partners in Flight szacowała, że liczebność populacji mieści się w przedziale 500 000 – 4 999 999 dorosłych osobników; trend liczebności populacji oceniła jako umiarkowanie spadkowy.